# Коноплёв, Кир Александрович
Кир Александрович Коноплёв (4 апреля 1930, Москва — 19 октября 2022) — русский советский физик, чемпион СССР по альпинизму.
Окончил Ленинградский политехнический институт. С 19 марта 1954 года работал в Ленинградском физико-техническом институте им. А. Ф. Иоффе и Петербургском институте ядерной физики (ПИЯФ) им. Б. П. Константинова.
С 2007 года — главный научный сотрудник, научный руководитель реакторной базы ПИЯФ и заведующий группой критических экспериментов. Принимал участие в проектировании реактора ПИК.

## Награды
Награждён медалью ордена «За заслуги перед Отечеством» II степени (2001), медалью «За заслуги в освоении атомной энергии» (2017).

## Семья
Жена — Раиса Фёдоровна, урожд. Комарова, доктор физико-математических наук, горнолыжница, сотрудник НИИ ядерной физики.